# Liste geflügelter Worte/T

## Tabula rasa

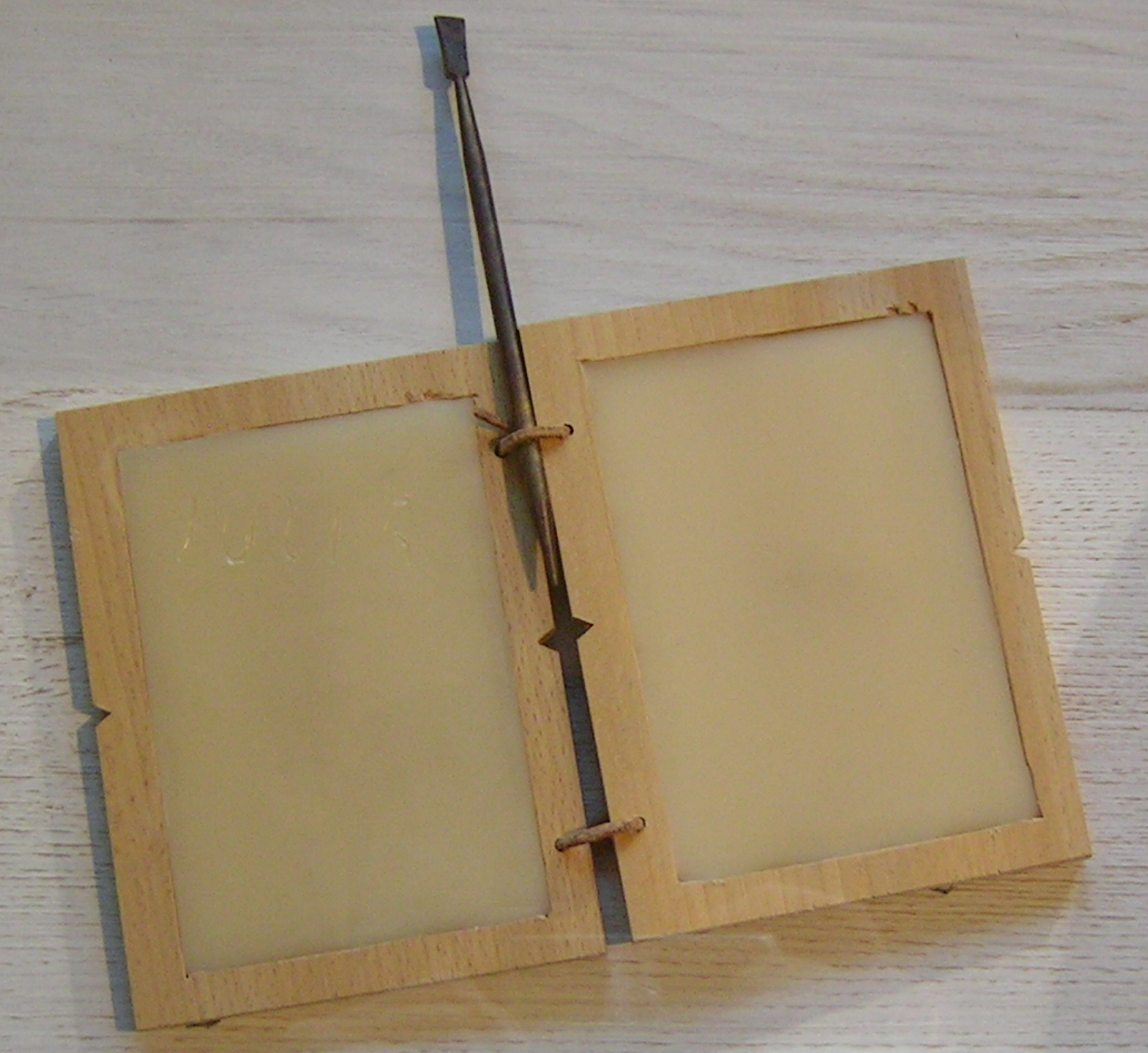
Schreibtafel mit Griffel

Tabula rasa (lateinisch: abgeschabte Schreibtafel) bedeutet eigentlich: unbeschriebene Tafel (auch: unbeschriebenes Blatt).
Hiermit wurde die Seele in ihrem ursprünglichen Zustand – also bevor sie Eindrücke von der Außenwelt empfing – bezeichnet.
Im konkreten Sinne war tabula rasa in der Antike eine wachsüberzogene Schreibtafel, von der nach dem Beschreiben die Schrift wieder vollständig entfernt wurde.
Der Vergleich der Seele mit der beschreibbaren Wachstafel stammt von Platon. Auch bei Aristoteles findet man einen Vergleich zwischen der Seele und einer Wachstafel. John Locke verwendet diese Vorstellung als Metapher für den menschlichen Verstand bei der Geburt eines Kindes. Ausgangspunkt der Erkenntnis ist die sinnliche Wahrnehmung. Der Verstand wird erst im Verlauf des Lebens durch die Erfahrung geprägt.
Die Sentenz wird oft im falsch verstandenen Sinne von „reinen Tisch machen“ verwendet.

## Tadeln können zwar die Toren, aber besser machen nicht.
Diese Worte paraphrasieren das ehemals populäre Gedicht Die neue Eva (1788) des Berliner Schriftstellers August Friedrich Ernst Langbein, das mit folgenden Zeilen endet:
„Tadeln können zwar die Toren,
Aber klüger handeln nicht.“

## Tag des Herrn
Dieser veraltete Ausdruck für Sonntag ist die Übersetzung des lateinischen dominica dies, das im 4. Jahrhundert an die Stelle des heidnischen Namens dies solis (Tag der Sonne) getreten war. Die griechische Form war Κυριακή (kyriake).
Der erste Tag, der der Sonne gewidmet war, hieß ursprünglich auf Griechisch hêméra Hêliou. Bei Übernahme der Wocheneinteilung durch die Germanen übersetzten sie den Begriff althochdeutsch sunnûntag. Das Christentum deutete den Tag um. In romanischen Sprachen setzte sich die kirchenlateinische Bezeichnung Tag des Herrn durch, so französisch dimanche.
Ludwig Uhlands Gedicht Schäfers Sonntagslied beginnt und endet mit diesen Worten:
„Das ist der Tag des Herrn!
Ich bin allein auf weiter Flur,
Noch eine Morgenglocke nur!
Nun Stille nah und fern.

Anbetend knie' ich hier.
O süßes Graun! geheimes Wehn!
Als knieten viele ungesehn
Und beteten mit mir.

Der Himmel, nah und fern,
Er ist so klar und feierlich,
So ganz, als wollt’ er öffnen sich.
Das ist der Tag des Herrn!“

## Tam de se iudex iudicat quam de reo
Eine lateinische Redewendung, die auf Publilius Syrus zurückgeht: „Ein Richter richtet sich selbst ebenso wie den Angeklagten“ oder auch „Der Richter spricht beim Spruch auch sich das Urteil“.

## Tand, Tand ist das Gebilde von Menschenhand.

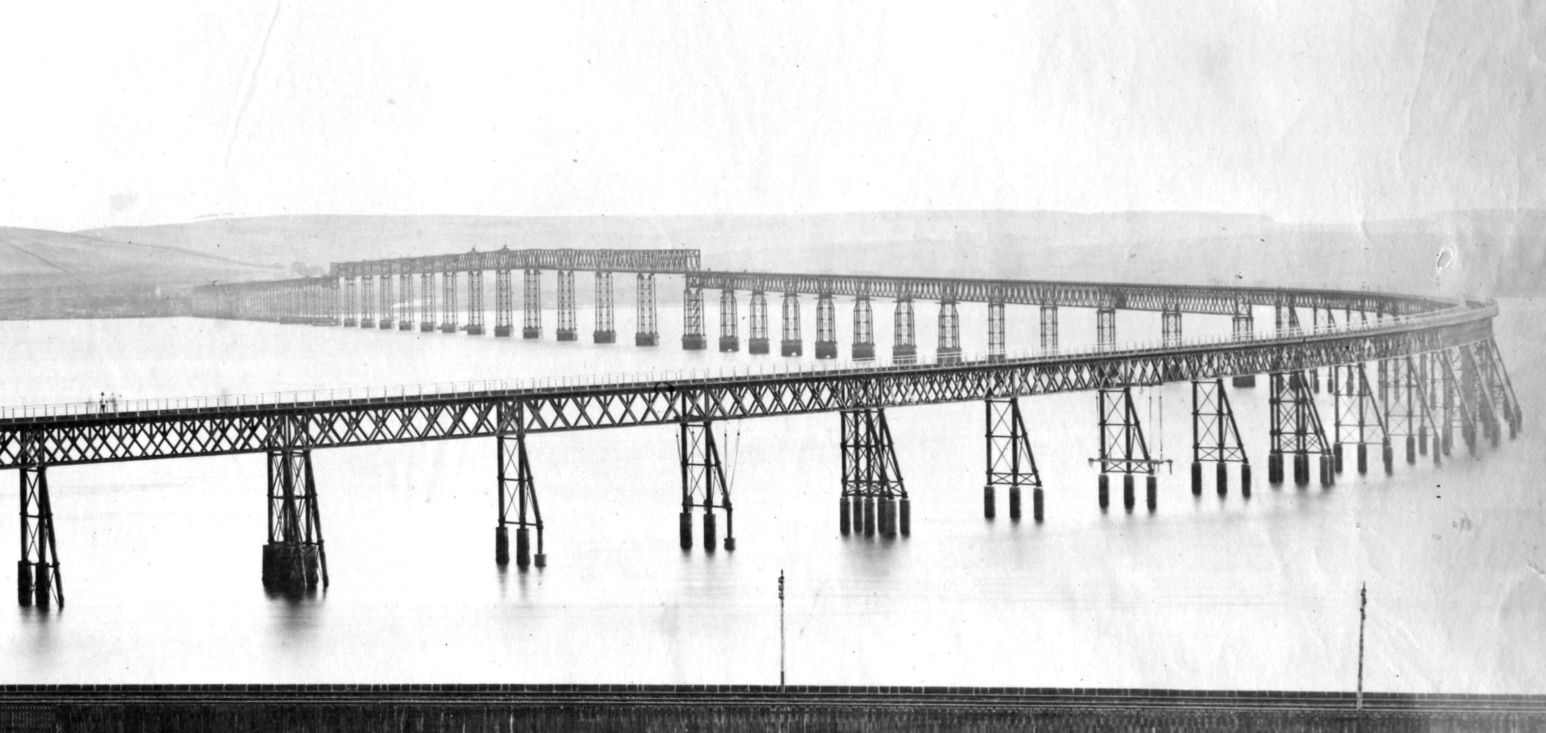
Brücke am Tay

In seinem Gedicht Die Brück’ am Tay (1880) schildert Theodor Fontane den Eisenbahnunfall auf der Firth-of-Tay-Brücke in Schottland. Die Naturgewalten sprechen am Anfang und Ende des Gedichts als Hexen miteinander. Beide Abschnitte enden mit der Zeile:
„Tand, Tand
Ist das Gebilde von Menschenhand.“
Fontane bezog neben realistischen Einzelzügen auch literarische schottische Motive ein, so die Verabredung der Hexen aus William Shakespeares Drama Macbeth. Sein Fazit legt er einer der Hexen in den Mund.
Tand steht hier für ein hübsches Ding, das keinen Wert hat, womit in diesem Fall die Brücke gemeint ist, die der Fortschrittsgläubigkeit des 19. Jahrhunderts entsprach.

## Tant de bruit pour une omelette.
Der Ausspruch (So viel Lärm um ein Omelett) wird dem französischen Schriftsteller Jacques Vallée Des Barreaux (1599–1673) zugeschrieben. Er habe damit ein heftiges Donnerwetter kommentiert, das genau in dem Moment über einem Gasthaus niederging, als der fromme Wirt widerstrebend das Omelett mit Speck servierte, das Des Barreaux sich unter Missachtung des freitäglichen Fastengebots bestellt hatte.
Sinngemäß entspricht dem die Redensart Viel Lärm um nichts, die auch Titel einer Komödie von Shakespeare ist.
„Ledergerber, Elmar (S, ZH), für die Kommission: Ich bin fast geneigt zu sagen: ‚Tant de bruit pour une omelette.‘ Herr Randegger, die Meinung, die Sie hier vertreten, entspricht weitgehend der Meinung der Kommission.“

## Tanz auf dem Vulkan

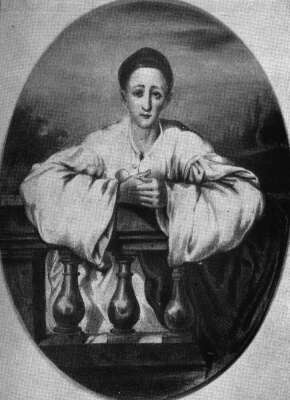
Deburau als Pierrot

Den Sturz der Bourbonen kündigte Narcisse-Achille de Salvandy, französischer Gesandter in Neapel, im Jahr 1830 an, als er an einem Ball teilnahm, den der Herzog von Orléans zu Ehren seines Schwagers, des Königs von Neapel, gab. Salvandy beschrieb dies später so:
„Als ich am Herzog von Orléans vorbeiging, dem man von allen Seiten Komplimente über die Pracht seines Festes machte, sagte ich jenes Wort zu ihm, welches die Zeitungen am folgenden Tage wiederholten: ‚Das ist ein ganz neapolitanisches Fest, mein Prinz, wir tanzen auf einem Vulcan.‘“ („Nous dansons sur un volcan.“)
Tanz auf dem Vulkan ist ein deutscher Spielfilm aus dem Jahr 1938, in dem von dem charismatischen Schauspieler Jean-Gaspard Deburau erzählt wird, der Couplets vorträgt, in denen er Spott über den beim Volk äußerst unbeliebten König Karl X. ausschüttet. Er lässt auch von ihm gedichtete Vierzeiler, die den König schmähen, im Untergrund drucken und in ganz Paris verteilen. So gerät er ins Visier der Staatsmacht. Aber auch privat kommt er dem König in die Quere: Debureau verehrt und liebt die Gräfin Héloise de Cambouilly, die sich Karl X. als Favoritin ausgespäht hat.
Am Ende wird Deburau zum Tode verurteilt. Auf dem Weg zum Schafott singt Debureau noch einmal seine Couplets und ruft die Bürger zum Staatsstreich auf. Der Plan gelingt, die mitreißenden Melodien bringen das Volk dazu, Debureau zu befreien, und als sich sogar die Soldaten Karls X. mit den Aufständischen verbünden, ist der König gestürzt und flieht ins Ausland.

## Tausend mal berührt
Diese Worte sind Teil des Refrains des Schlagers 1000 und 1 Nacht, mit dem Klaus Lage im Jahr 1984 berühmt wurde:
„Tausend mal berührt, tausend mal ist nix passiert.
Tausend und eine Nacht, und es hat ‚Zoom‘ gemacht.“
Der Text wurde von Klaus Lage mit dem Politiker und Musiker Diether Dehm geschrieben, der für Die Linke von 2005 bis 2021 Mitglied des Deutschen Bundestages war.

## Tausendundeine Nacht

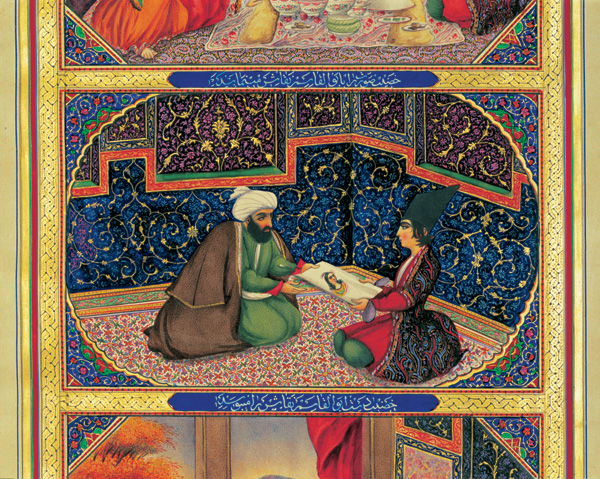
Illustration

Tausendundeine Nacht (persisch هزار و يك شب hazār-o-yak šab, arabisch الف ليلة وليلة alf layla wa-layla) ist eine Sammlung morgenländischer Erzählungen und zugleich ein Klassiker der Weltliteratur. Sie umfasst mehr als 300 Geschichten, die von einer Rahmenhandlung zusammengehalten werden und im 18. Jahrhundert zum ersten Male ins Französische übersetzt wurden.
Die Rahmenhandlung erzählt, dass König Schahriyâr so schockiert von der Untreue seiner Frau ist, dass er seinem Wesir die Anweisung gibt, ihm jede Nacht eine neue Jungfrau zuzuführen, die am nächsten Morgen umgebracht wird. Nach einiger Zeit will Scheherazade, die Tochter des Wesirs, das Morden beenden. Sie beginnt, dem König Geschichten zu erzählen; am Ende der Nacht ist sie an einer so spannenden Stelle angelangt, dass der König unbedingt die Fortsetzung hören will und die Hinrichtung aufschiebt. In der folgenden Nacht erzählt Scheherazade die Geschichte weiter, unterbricht am Morgen wieder an einer spannenden Stelle. Nach tausend und einer Nacht gewährt ihr der König Gnade.
Wenn man heute von einem „Märchen aus Tausendundeiner Nacht“ spricht, spielt man normalerweise auf das Fantastische (aber auch das Erfundene) eines Vorgangs an:
- „Indien – ein Märchen aus tausendundeiner Nacht“
- „Die Sahara Geiseln (ein Märchen aus tausendundeiner Nacht?)“
- „Vielfältig und bunt, wie ein Märchen aus Tausendundeiner Nacht, präsentieren sich dem Besucher die Emirate.“

## Tauwetter-Periode
Tauwetter (russisch: Оттепель; Ottepel) war ein Roman des russischen Schriftstellers Ilja Ehrenburg von 1954, der einer ganzen Epoche der sowjetischen Kulturpolitik, nämlich der Liberalisierung nach dem Tod Josef Stalins (Tauwetter-Periode), den Namen gab.
Viele politische Gefangene wurden freigelassen und zum Teil rehabilitiert. Auch die noch inhaftierten 30.000 deutschen Kriegsgefangenen durften zurückkehren. Die Tauwetter-Periode hielt jedoch nicht lange an. Bereits mit der Niederschlagung des Volksaufstands in Ungarn 1956 wurden viele Hoffnungen auf eine weiter gehende Öffnung begraben.

## Teile und herrsche!
Teile und herrsche (lateinisch: divide et impera) ist angeblich ein Ausspruch des französischen Königs Ludwig XI., er geht vielleicht sogar bis auf Julius Cäsar zurück. Er steht für das Prinzip, die eigenen Gegner und ihre Uneinigkeit für eigene Zwecke, zum Beispiel für die Machtausübung, zu verwenden. Wichtig ist dabei, dass Uneinigkeit bei den Gegnern gefördert oder sogar verursacht wird, so dass diese in einzelnen, kleineren Gruppen leichter zu besiegen sind. Goethe formuliert in Sprichwörtliches einen Gegenvorschlag:
„Entzwei und gebiete! Tüchtig Wort. – Verein und leite! Besserer Hort.“

## Tempi passati!
Mit diesen italienischen Worten (deutsch: Vergangene Zeiten!) soll der römisch-deutsche Kaiser Joseph II. Federico Zuccaris Gemälde im Saal des Großen Rats im Dogenpalast von Venedig kommentiert haben, auf dem dargestellt ist, wie sich Kaiser Friedrich Barbarossa am 24. Juli 1177 vor dem Markusdom in Venedig kniefällig Papst Alexander III. unterwarf. Man habe gehofft, schreibt Karol Fryderyk Wojda im dreizehnten seiner Briefe über Italien, geschrieben in den Jahren 1798 und 1799, dem Kaiser dieses Gemälde zu verbergen. Allein er wurde es selbst gewahr, blieb davor stehen und nachdem er es eine Zeit lang betrachtet hatte, verließ er es ganz gleichgültig mit den Worten: „tempi passati!“
Das Zitat bedeutet so viel wie die Zeiten sind vorbei und kann sowohl Bedauern als auch Erleichterung ausdrücken.

## Tempora mutantur.
Der lateinische Hexameter „Tempora mutantur, nos et mutamur in illis“ („Die Zeiten ändern sich und wir ändern uns in ihnen“) geht auf ein mittelalterliches Vorbild zurück. Die Quelle dieses Spruches ist jedoch unbekannt.
Eine Variante des Spruches wird vom flämischen Gelehrten Jan Gruters Kaiser Lothar I., dem Enkel Karls des Großen, zugeschrieben:
„Omnia mutantur, nos et mutamur in illis.“
„Alles ändert sich, und wir ändern uns mit.“
Wer diese Worte heute gebraucht, will meistens ausdrücken, dass ihm die modernen Zeiten nicht fremd geworden sind, sondern er ihnen gemäß sich gleichfalls verändert hat oder vorfindet.

## Terra incognita

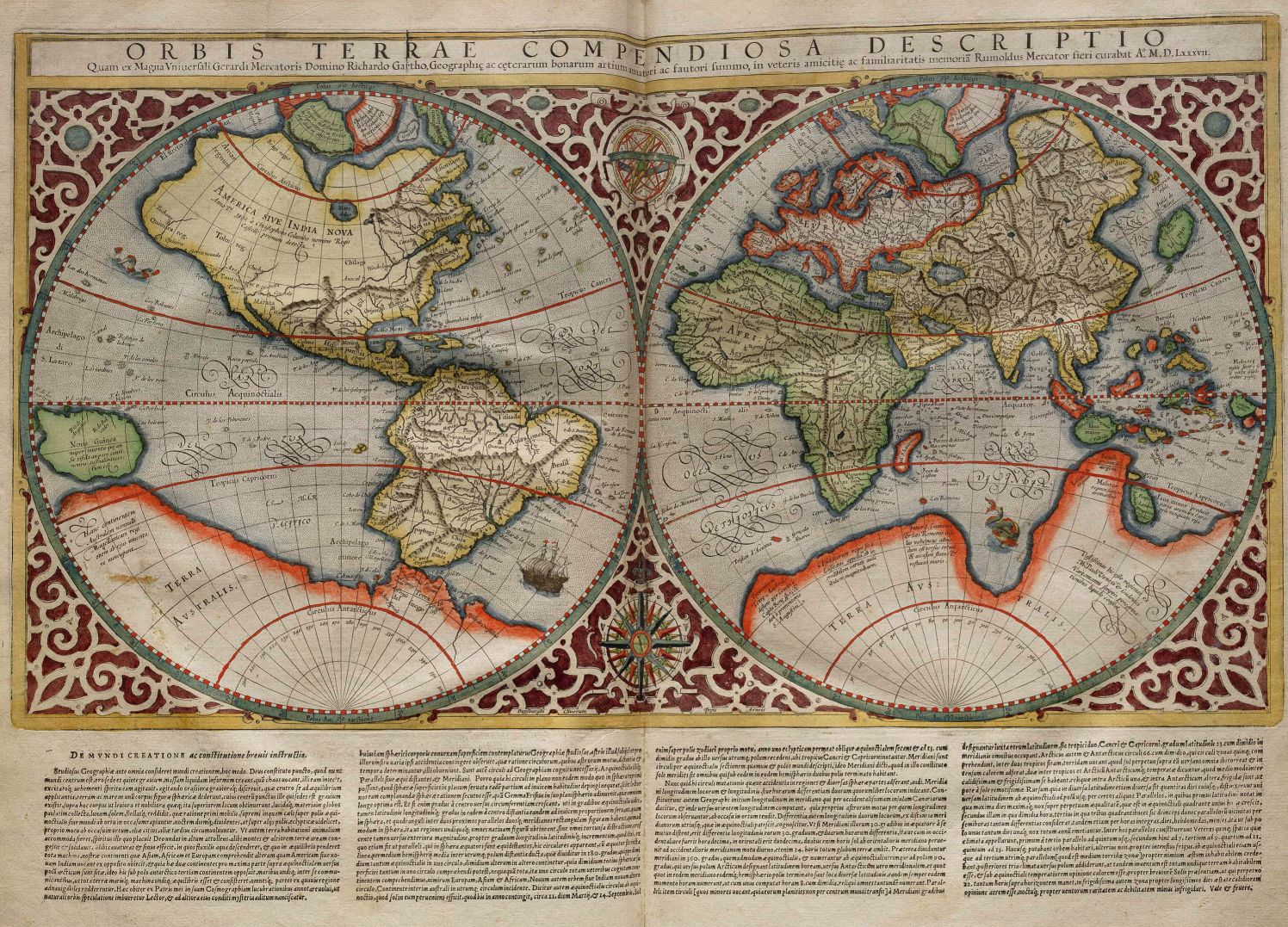
Weltkarte von Rumold Mercator mit dem Südkontinent

Der lateinische Begriff Terra incognita (unbekanntes Land) ist die Bezeichnung für Gebiete, die noch nicht kartographiert oder beschrieben sind. Diese Bezeichnung findet sich auf historischen Karten in jenen Regionen, die noch unerforscht waren. Zum Teil waren an diesen Stellen Fabelwesen eingezeichnet.
Die Terra Australis incognita (unbekanntes Südland), von der der Name Australien abgeleitet ist, war eine große Landmasse auf der südlichen Halbkugel, die der antike Geograf Claudius Ptolemäus seinem Werk Geographike Hyphegesis als Gegengewicht zu den nördlichen Kontinenten postulierte.
Die Übernahme des Namens Australien ist wohl der Grund dafür, dass die Antarktis nicht mit dem ihr eigentlich zustehenden Namen Terra Australis bedacht wurde.
Terra Incognita ist auch eine Sendereihe der Deutschen Welle, von der der Sender selbst schreibt:
„Die 24 Folgen von Terra Incognita entführen Sie in bekannte Regionen, aber auch in entlegene Winkel Europas.“
Der Begriff wird in unterschiedlichen Zusammenhängen gebraucht:
- „Terra incognita. Bulgarische Literatur im 20. Jahrhundert“
- „Terra incognita – Türkei“
- „Universität und regionale Wirtschaft – Von der terra incognita zur wertschöpfenden Gemeinschaft.“

## The games must go on
Diesen englischen Satz („Die Spiele müssen weitergehen.“) sagte der Präsident des Internationalen Olympischen Komitees Avery Brundage nach dem Attentat auf das Olympiateam Israels bei den Olympischen Spielen München 1972. Zu diesem Zeitpunkt wurde darüber nachgedacht, die Olympischen Spiele abzubrechen. Nach einer Unterbrechung für einen halben Tag und nach einer Gedenkstunde im Olympiastadion ließ Brundage die Spiele fortführen. Er sagte auf der Trauerfeier:
„Die Spiele müssen weitergehen, wir müssen in unseren Bemühungen fortfahren, sie rein und ehrlich zu erhalten und zu versuchen, die sportliche Haltung der Athleten in andere Bereiche zu tragen. Wir erklären hiermit den heutigen Tag zum Tag der Trauer und werden alle Veranstaltungen einen Tag später als ursprünglich geplant fortsetzen.“
Die Fortführung wurde auch von der israelischen Regierung gebilligt. Trotzdem wurde die Entscheidung kritisiert, aber nur wenige Athleten reisten ab. Die israelische Olympiamannschaft verließ München nach der gescheiterten Befreiungsaktion.
Der Präsident des Organisationskomitees, Willi Daume, begründete die Entscheidung, die Spiele nicht abzubrechen, mit folgenden Worten:
„Es ist schon so viel gemordet worden – wir wollten den Terroristen nicht erlauben, auch noch die Spiele zu ermorden.“

## The Germans to the Front!

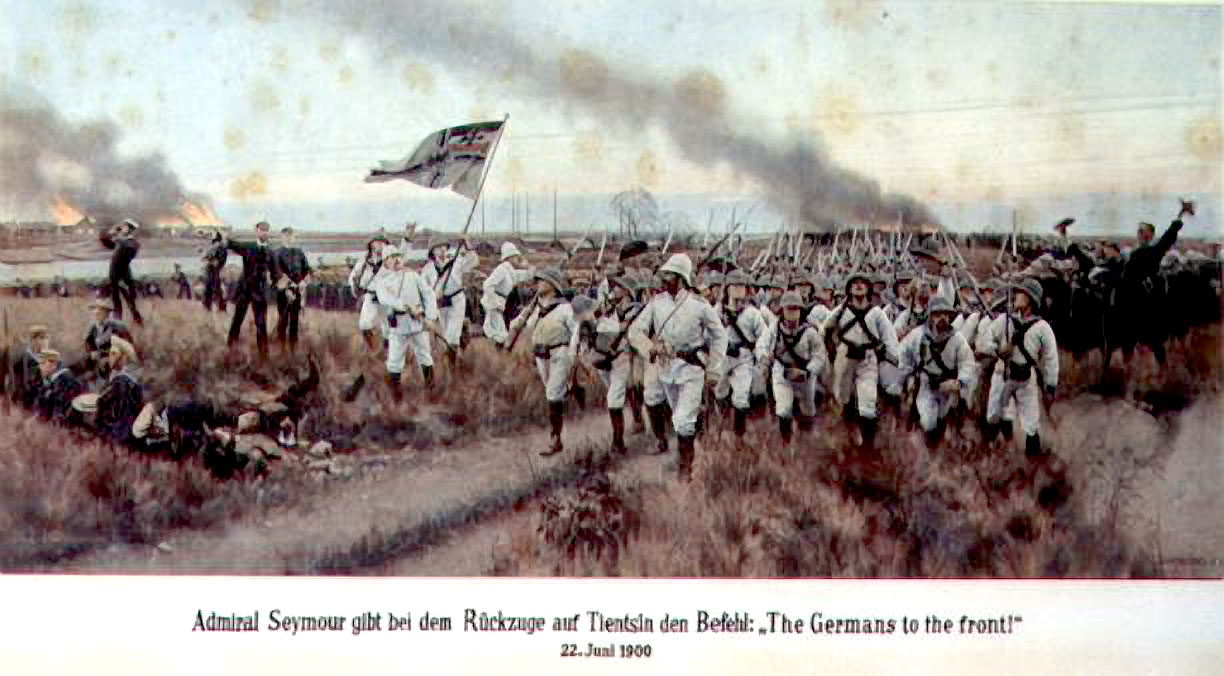
Carl Röchling: The Germans to the Front

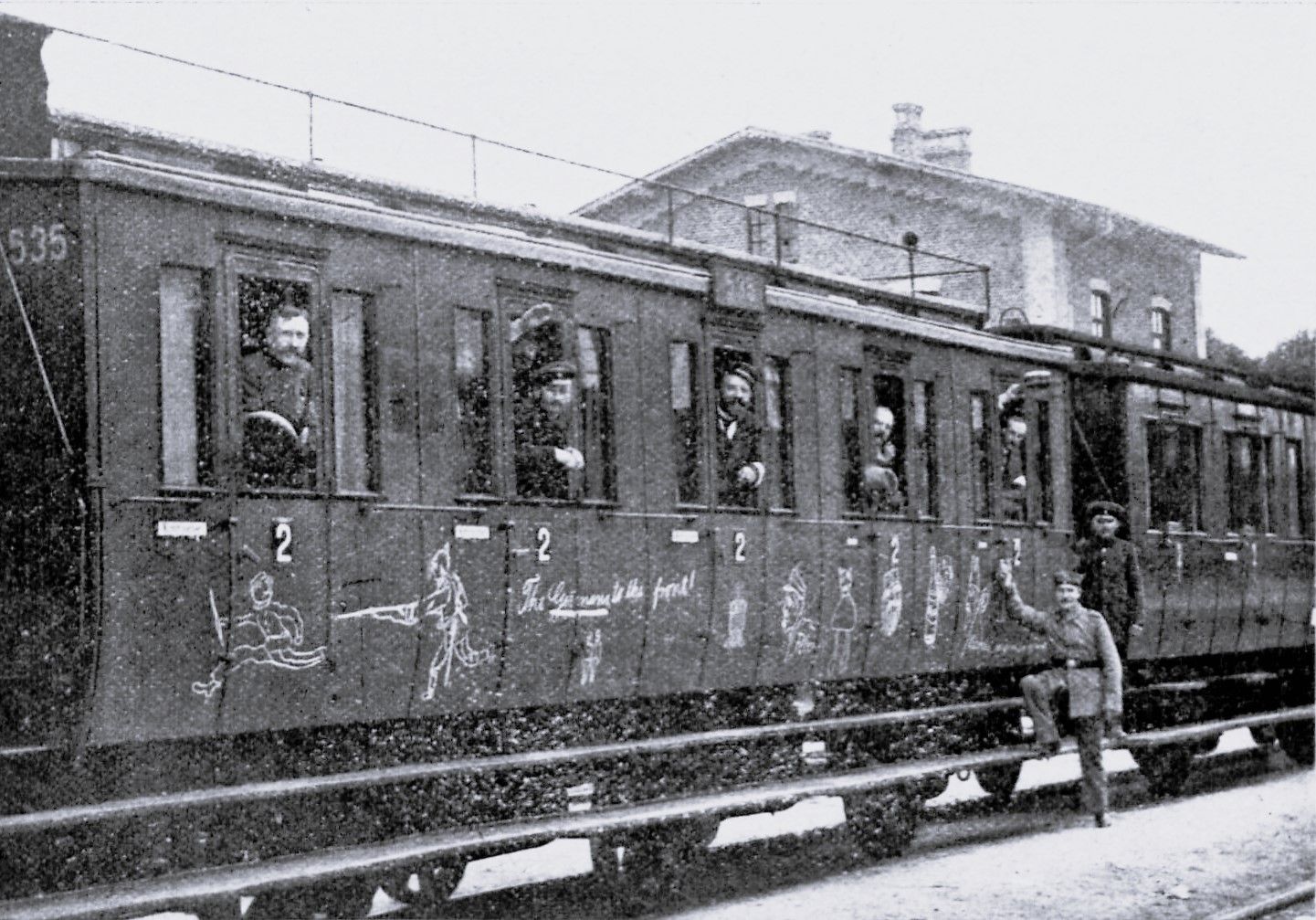
Eisenbahnwagen 1914 mit Aufschrift The Germans to the front

Der englische Ausruf „The Germans to the Front“ (deutsch Die Deutschen an die Front! oder Die Deutschen nach vorn!) soll vom britischen Admiral Sir Edward Hobart Seymour stammen, dem Oberbefehlshaber des 2066 Mann starken europäischen Expeditionscorps während des Boxeraufstands in China. Seymour marschierte von der chinesischen Hafenstadt Tianjin los, um die eingeschlossenen Ausländer in der Hauptstadt Peking zu befreien. Seymour wurde jedoch von Boxern, chinesischen Kämpfern, aufgehalten und musste sich geschlagen geben. Daraufhin zog er sich nach Tianjin zurück und soll dabei mit diesen Worten deutsche Marineinfanteristen unter dem Kommando Guido von Usedoms an die Spitze der Truppen geschickt haben. Ob Seymour den Befehl selbst aussprach, ist unklar.
Postkarten mit diesen Worten und einem entsprechenden Bild gleichen Titels waren in Deutschland vor dem Ersten Weltkrieg weit verbreitet. Die Überschrift The Germans to the front! wird immer wieder verwendet, wenn heute Medien über internationale Einsätze der deutschen Bundeswehr in Krisengebieten berichten. In der Zeitschrift Stern schreibt Heinrich Jaenecke:
„Der englische Notruf wurde zum deutschen Triumph. »Wo andrer Völker Flaggen wehn, da leuchte stolz, Deutschland, auch dein Panier«, hieß es damals in einem patriotischen Gedicht.
Nun soll unser Panier also am Hindukusch leuchten. So weit weg von der Heimat waren deutsche Soldaten selbst unter Hitler nicht, und sicher werden die Feldpostbriefe aus Usbekistan und umliegenden Einöden später hohen Sammlerwert haben.“

## There’s No Business Like Show Business.
Dieser viel zitierte englische Satz (Es gibt keine Branche wie die Showbranche.) ist der Titel eines Lieds aus dem Musical Annie Get Your Gun des US-amerikanischen Komponisten Irving Berlin. Im Lied heißt es:
„There’s no business like show business
Like no business I know“
Es wurde kolportiert, dass dieser später berühmt gewordene Song wegen Ablehnung durch die Produzenten Richard Rodgers und Oscar Hammerstein II beinahe nicht zur Aufführung gekommen wäre.
Das Musical Rhythmus im Blut (englisch: There’s No Business Like Show Business) erzählt die Geschichte einer Artistenfamilie während der Depression in den USA. Beim berühmten Schluss-Song There’s No Business Like Show Business ist zwar Marilyn Monroe singend zu sehen, im Aufnahmestudio wurde hingegen ihre Stimme durch die von Dolores Gray ersetzt, weil Monroe bei einer anderen Plattenfirma unter Vertrag stand.
Der Titel des Lieds wird oft zitiert, wenn es um Besonderheiten der Showbranche geht. So heißt es über den vermeintlichen Star Daddy Blue im gleichnamigen Lied von Reinhard Mey:
„Aber über alle Preise hatte man zuletzt uns, das dumme Publikum, ganz einfach unterschätzt, das sich doch hartnäckig weigerte, ‚Los, Kopf hoch, Baby‘ käuflich zu erwerben, denn einmal fühlt auch der letzte Trottel sich verkohlt, daraufhin hat man die Show noch zweimal wiederholt, und als es immer noch nicht klappen wollte, ließ man Daddy Blue ganz leise sterben, theres no business, like showbusiness.“

## Think Different!
Think Different (Denk anders!) war ein englischer Werbeslogan für Apple Computer aus dem Jahr 1997. Mit dieser Kampagne versuchte sich Apple von IBM abzugrenzen, deren Slogan ganz einfach „Think“ (Denke!) war.
Im August 1997 stellte die Werbeagentur TBWA dem Apple-Mitgründer Steve Jobs den Entwurf einer Kampagne vor, in welcher ursprünglich Mitarbeiter von Dreamworks gezeigt werden sollten, wie sie an ihren Mac-Computern arbeiten. Jobs schlug vor, statt der Mitarbeiter Schwarz-Weiß-Portraits von bekannten Persönlichkeiten zu verwenden und kümmerte sich persönlich darum, dass Persönlichkeiten wie Joan Baez, eine Ex-Freundin von Jobs, oder Yoko Ono, eine ehemalige Nachbarin von Jobs, in die Verwendung ihrer Porträts bei dieser Werbekampagne einwilligten. Der Slogan wurde auch nach dem Abschluss der Werbekampagne von Apple immer wieder verwendet.

## Tiere sehen dich an.
Dies ist der Titel eines Fotobandes von 1928 des Malers und Schriftstellers Paul Eipper, der vor allem durch Bücher über Tiere bekannt wurde.
In vier Essays, vor allem dem Großessay Tiere sehen dich an (1987), setzt sich der Schriftsteller Hans Wollschläger mit dem Verhältnis des Menschen zu seinen Mitgeschöpfen, wie sie das Tierschutzgesetz der Bundesrepublik Deutschland nennt, auseinander.
Das Zitat wird heute in vielfältig abgewandelter Form verwendet, vor allem, wenn man sich mit anderen Lebewesen konfrontiert sieht, durch deren Blicke man sich in bestimmter Weise angesprochen fühlt:
- „Kinder sehen dich an: Die schönsten Kinderbilder von Tizian bis Picasso“
- „Fotoreporter: Weinende Kinder sehen dich an“
- „Gebäude sehen Dich an.“ (Architektur)
- „Kühe sehen dich.“

Eine parodistische Verwendung fand Eippers Titel in einem Buch von Kurt Tucholsky: Eine Collage von John Heartfield zeigte acht ordensgeschmückte deutsche Generäle, die Bildlegende dazu lautete Tiere sehen dich an.

## Time to Say Goodbye
Time to Say Goodbye (Zeit auf Wiedersehen zu sagen) ist der englische Titel des italienischen Lieds Con te partirò (Text von Lucio Quarantotto). Der Refrain beginnt folgendermaßen:
„Time to say goodbye.
Paesi che non ho mai
veduto e vissuto con te,
adesso si li vivrò.“
Das Lied wurde zuerst von Andrea Bocelli auf dem Sanremo-Festival 1995 gesungen. Weltweiten Erfolg hatte die – teilweise englischsprachige – Einspielung von 1996 mit Andrea Bocelli und der Sopranistin Sarah Brightman Time to Say Goodbye. In Deutschland wurde sie zur meistverkauften Single aller Zeiten, nachdem sie den Boxkampf zwischen Henry Maske und Virgil Hill am 23. November 1996 begleitet hatte.

## Tintenklecksendes Säkulum.
In Friedrich Schillers Schauspiel Die Räuber beginnt Karl Moor seinen ersten Auftritt in der zweiten Szene des ersten Akts mit den Worten:
„Mir ekelt vor diesem tintenklecksenden Saeculum, wenn ich in meinem Plutarch lese von großen Menschen. […] Pfui! Pfui über das schlappe Kastratenjahrhundert“

## Tobias sechs, Vers drei

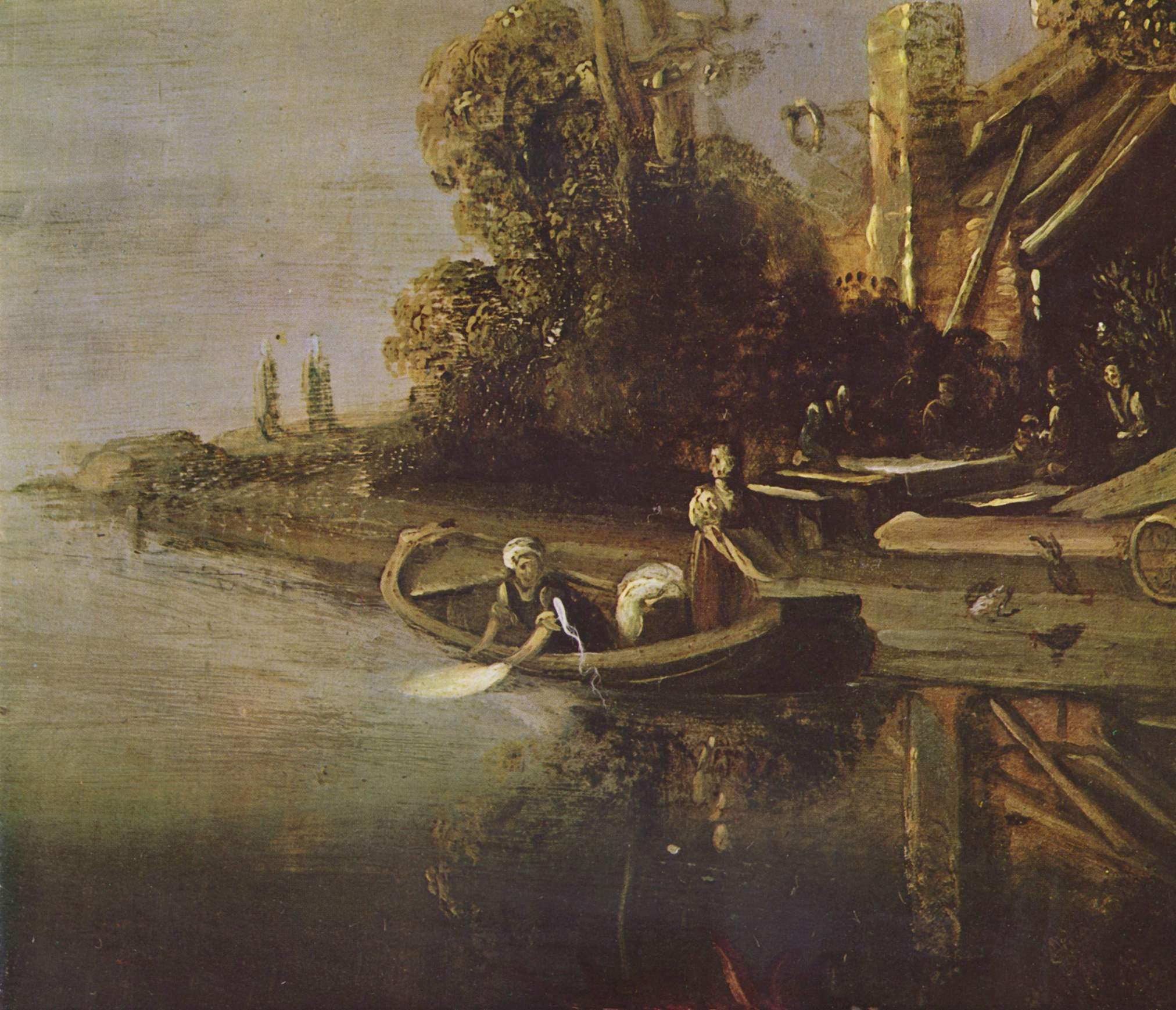
der Engel, Tobias und der Fisch

„Tobias sechs, Vers drei“ sagte man früher, um in Gesellschaft ein unhöfliches Gähnen zu rügen. Angespielt wird damit auf eine Bibelstelle aus dem Buch Tobit (6,3), wo es heißt:
„O Herr, er will mich fressen!“
Das ganze Bibelzitat lautet:
„Tobias erschrak und schrie mit lauter Stimme: „O Herr, er will mich fressen!“
Und der Engel sagte zu ihm: Pack ihn bei den Kiemen und zieh ihn heraus!“
Es gibt einen Witz, bei dem mit einem anderen Bibelzitat geantwortet wird: „Apostelgeschichte 10, Vers 14“.
Dort heißt es:
„Herr, ich habe noch nie etwas Gemeines oder Unreines gegessen.“

## Tod, wo ist dein Stachel?
Diese rhetorische Frage stammt aus dem 1. Brief des Paulus an die Korinther. Der Apostel Paulus schreibt der christlichen Gemeinde in Korinth:
„Der Tod ist verschlungen in den Sieg. Tod, wo ist dein Stachel? Hölle, wo ist dein Sieg?“ 1 Kor 15,55 
Der Tod hat seinen Schrecken verloren durch den Opfertod Jesu Christi und seine Auferstehung, die allen Menschen Auferstehung und ewiges Leben ermöglicht.

## Tor, Tor, Tor … I wer’ narrisch!
Dieser Ausspruch stammt vom österreichischen Sportreporter Edi Finger senior. Er kommentierte 1978 für das ORF-Radio das Fußball-Weltmeisterschaftsspiel zwischen Deutschland und Österreich in Córdoba. Mit seiner spektakulären Live-Reportage, insbesondere mit seinem mit sich überschlagender Stimme ausgerufenen „Tooor, Tooor, Tooor, […] I wer’ narrisch (Ich werde verrückt)!“ beim Siegestor der Österreicher durch Hans Krankl, wurde der bekannte Reporter am nächsten Tag zum Star, sein Ausruf bekam Kultstatus. Der Spruch hat mittlerweile auch Eingang in die Werbung gefunden, z. B. als Werbejingle, Klingelton oder Aufdruck auf diversen Merchandising-Artikeln. Anlässlich der Europameisterschaft 2008 wurde eine gleichlautende CD verkauft, an der sein Sohn Edi Finger jun. mitgewirkt hatte.
Ein Auszug aus der Reportage:
„Da kommt Krankl […] in den Strafraum – Schuss … Tooor, Tooor, Tooor, Tooor, Tooor, Tooor! I wer’ narrisch! Krankl schießt ein – 3:2 für Österreich! Meine Damen und Herren, wir fallen uns um den Hals; der Kollege Rippel, der Diplom-Ingenieur Posch – wir busseln uns ab. 3:2 für Österreich durch ein großartiges Tor unseres Krankl. Er hat olles überspielt, meine Damen und Herren. Und warten’s noch ein bisserl, warten’s no a bisserl; dann können wir uns vielleicht ein Vierterl genehmigen.“

## Totaler Krieg
Totaler Krieg ist ein aus dem Nationalsozialismus stammender Ausdruck, der von Joseph Goebbels am 18. Februar 1943 während der Sportpalastrede im Berliner Sportpalast gebraucht wurde. Im allgemeineren Sinn bezeichnet er die im 19. und 20. Jahrhundert zu beobachtende Tendenz, die gesellschaftlichen Ressourcen umfassend für eine industrialisierte Kriegsführung in Anspruch zu nehmen.
Der preußische Militärtheoretiker Carl von Clausewitz prägte den Begriff des „absoluten Krieges“. Ernst Jünger sprach von der totalen Mobilmachung.

## Totaler Staat
Dieser Ausdruck geht auf den umstrittenen Staatsrechtler Carl Schmitt zurück, der diesen Ausdruck in seiner 1932 erschienenen Schrift Der Begriff des Politischen propagierte. Der totale Staat steht für ein antiparlamentarisches und antiliberales Staatsmodell. Schmitt trat für einen starken Staat ein, der auf einer freien Wirtschaft basieren sollte. Hier traf sich Schmitts Vorstellung in vielen Punkten mit dem Ordoliberalismus, vor allem mit Alexander Rüstow, der schrieb:
„Die Erscheinung, die Carl Schmitt im Anschluß an Ernst Jünger den ‚totalen Staat‘ genannt hat […], ist in Wahrheit das genaue Gegenteil davon: nicht Staatsallmacht, sondern Staatsohnmacht. Es ist ein Zeichen jämmerlichster Schwäche des Staates, einer Schwäche, die sich des vereinten Ansturms der Interessentenhaufen nicht mehr erwehren kann. Der Staat wird von den gierigen Interessenten auseinandergerissen. […] Was sich hier abspielt, staatspolitisch noch unterträglicher als wirtschaftspolitisch, steht unter dem Motto: ‚Der Staat als Beute‘.“
Vor einem totalen Staat wird heute gewarnt, wenn ein Übermaß an staatlichen Kontrollen zu befürchten ist.

## Trägheit des Herzens

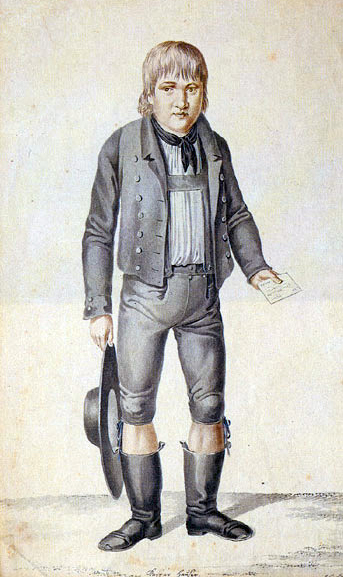
Kaspar Hauser

Caspar Hauser oder Die Trägheit des Herzens (1908) war der Titel eines Romans von Jakob Wassermann, der in den 1920er Jahren mit diesem Roman die Forschungen über die Herkunft des Findlings Kaspar Hauser neu belebte. Die Formulierung „Trägheit des Herzens“ ist eine poetische Umschreibung für die Gleichgültigkeit der Mitmenschen, die dafür verantwortlich waren, dass Kaspar Hauser zugrunde ging.
Eine der sieben Todsünden ist Acedia oder Die Trägheit des Herzens. Clara liest im Sektionsprotokoll die Todesursache: Caspars Seitenwand des Herzens war durchstochen worden, und er ist innerlich verblutet. Clara geht zum Lehrer Quandt und sagt „bebend und kalt: Mörder“. Quandt bleibt dabei, Caspar sei ein Betrüger gewesen.
Zur Acedia gehört auch ein Gemütszustand innerhalb des Bedeutungshofs der Traurigkeit, der Melancholie und des Überdrusses. Die Töchter der acedia (filiae acediae) sind nach Thomas von Aquin:
1. malitia (Bosheit)
2. rancor (Groll, Auflehnung)
3. pusillanimitas (Kleinmütigkeit)
4. desperatio (Verzweiflung)
5. torpor (stumpfe Gleichgültigkeit)
6. evagatio mentis (schweifende Unruhe des Geistes)

## Tränen lügen nicht.
Tränen lügen nicht ist ein Schlager, mit dem Michael Holm im Jahr 1974 erfolgreich war. Im Text des Schlagers heißt es:
„Dreh Dich einmal um,
schau in Ihr Gesicht
und Du wirst sehn:
Tränen lügen nicht.“
Die Melodie entstammt dem Instrumentalstück Soleado von Ciro Dammicco. Auf diese Melodie wurden verschiedene weitere Texte gesungen, beispielsweise das Weihnachtslied When a child is born von Johnny Mathis.
Der Komiker Otto Waalkes parodierte den Titel zu Dänen lügen nicht, in einem Lied, in dem sich jemand an eine Dänin ranmacht und von ihrem Freund Prügel angedroht bekommt. Die Folge davon ist:
„Schau im Krankenhaus
im Spiegel dein Gesicht
und du siehst ein,
Dänen lügen nicht“
Den Titel Dänen lügen nicht griff das Nachrichtenmagazin Der Spiegel 2005 auf, als sich Heide Simonis von Abgeordneten des Südschleswigschen Wählerverbandes (der parlamentarischen Vertretung der dänischen Minderheit) zur Ministerpräsidentin von Schleswig-Holstein wählen lassen wollte.

## Trank nie einen Tropfen mehr.
Mit diesem Vers endet die Ballade Der König in Thule (1774), die Goethe später in die Szene Abend des Faust I (1808) einfügte, wo sie von Gretchen gesungen wird. Das Gedicht wurde von Franz Liszt und Franz Schubert vertont. Es beginnt mit den folgenden Versen:
Es war ein König in Thule,

Gar treu bis an das Grab,

Dem sterbend seine Buhle

einen goldnen Becher gab.
In der letzten Strophe heißt es von dem ins Wasser geworfenen Becher:
Er sah ihn stürzen, trinken

Und sinken tief in’s Meer,

die Augen thäten ihm sinken,

Trank nie einen Tropfen mehr.
Mit dem Zitat wird heute oft scherzhaft festgestellt, dass jemand aufgehört hat, Alkohol zu trinken.

## Trau keinem über dreißig!
Diese Parole stammt aus der Protestbewegung der 1960er Jahre und äußerte sich in Sprüchen, die gegen festgefahrene Strukturen gerichtet waren.
Trau keinem über Dreißig. Die Achtundsechziger ist auch der Titel eines Comics von Gerhard Seyfried, in dem die Generation der 68er satirisch gezeichnet wird.
Da in der schnelllebigen Informationsgesellschaft oft schon 40-Jährige zu alt sind, um einen Arbeitsplatz zu bekommen, kann schon ein 35-Jähriger zu alt für manche Tätigkeiten sein. Die Journalistin Sylvia Englert warf in einem Interview mit Prof. Dr. Johann Behrens in der Beilage der Süddeutschen Zeitung vom 15. September 2001 deshalb die Frage auf, ob bald wieder die Parole „Trau keinem über Dreißig“ gültig sein werde.
In Goethes Faust II findet sich: Hat einer dreißig Jahr vorüber,/ So ist er schon so gut wie tot. / Am besten wär's, euch zeitig totzuschlagen.

## Trau, schau, wem?

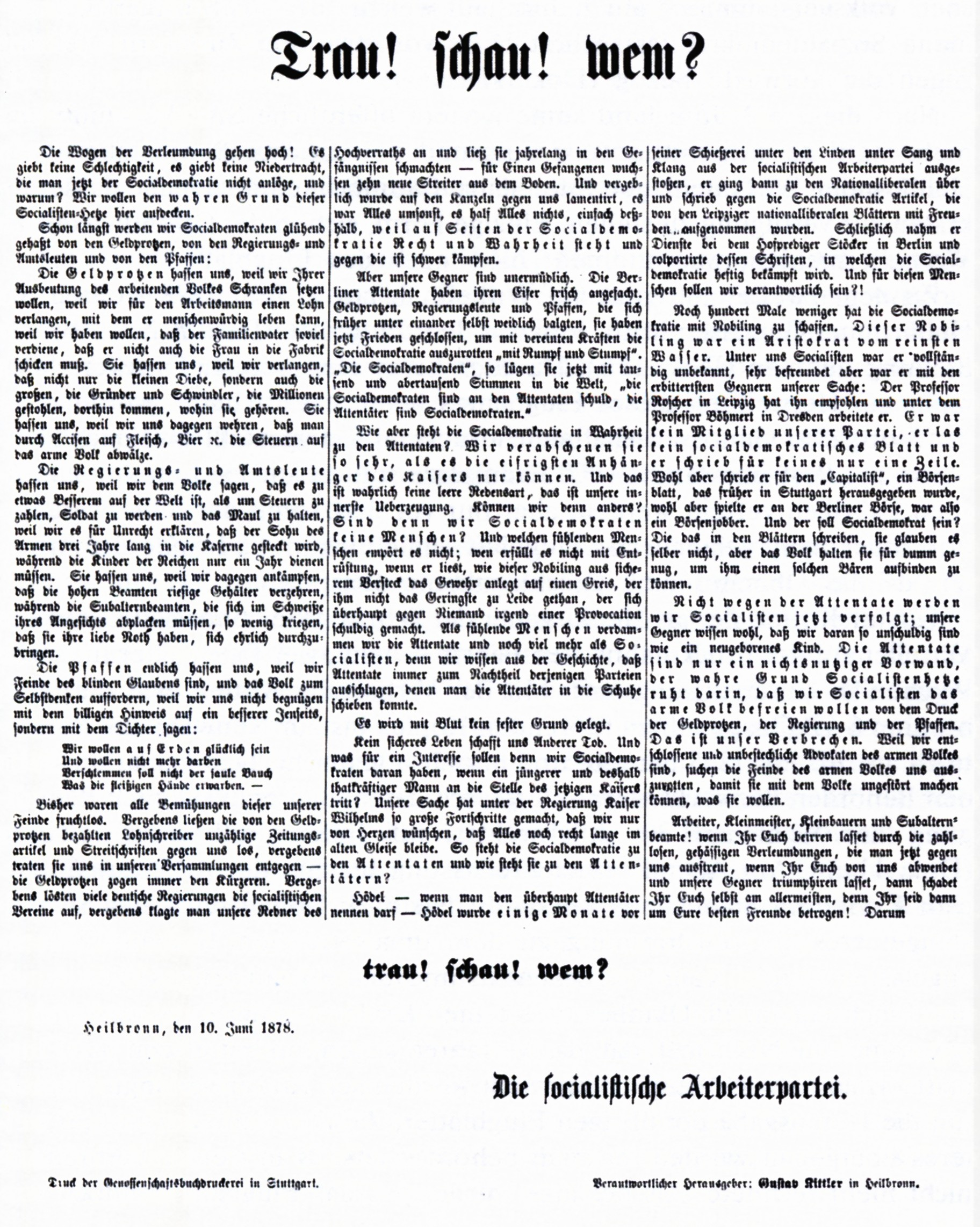
Trau! schau! wem?

Dieses deutsche Sprichwort geht auf eine ähnliche lateinische Wendung zurück:
„Fide, sed cui, vide.“
Trau! schau! wem? ist ein von Gustav Kittler im Jahr 1878 verfasstes Flugblatt, das sich gegen die Verleumdung der Sozialdemokratie wendet.
Traue! schaue wem? ist der Titel eines Gedichts von August Heinrich Hoffmann von Fallersleben, das mit der folgenden Strophe beginnt:
„Die Winde sprach zur Fliege:
O komm zu mir ins Haus!
Es ist bei mir gut wohnen,
Komm, schlaf und ruh dich aus.“
Die Fliege zieht daraufhin bei der Winde ein, doch kommt sie am nächsten Tag nicht mehr hinaus.
Trau, schau, wem? sind die Schlussworte der Fabel Der Löwe und die Ziege von Äsop: Der Löwe preist das gute Gras neben sich an, doch die Abstand haltende Ziege durchschaut seine Absicht, sie zu fressen.
Von Johann Christian Brandes gibt es ein Lustspiel mit diesem Titel (Frankfurt 1770). Von Karl Schall ist ebenfalls ein Lustspiel mit dem Titel Trau, schau, wem? (1812) belegt. Auch ein UFA-Kurzfilm (1936) von Alwin Elling nutzte diesen Titel. Trau, schau, wem! ist der Titel eines Walzers von Johann Strauss (Sohn) (1895).

## Traue keiner Statistik, die du nicht selbst gefälscht hast.
Das Bonmot spitzt die populäre Überzeugung, mit Statistik lasse sich alles beweisen, zynisch in paradoxer Weise zu. Sein Ursprung ist ungeklärt. Oft wird Winston Churchill als Urheber ausgegeben, doch gibt es dafür keinen Beleg. In Churchills Heimat ist das Zitat gänzlich unbekannt. 2004 publizierte Werner Barke folgende Hypothese:
Churchill war überzeugt, dass Hitlers Erfolgsstatistiken nicht zu glauben sei. Auf Goebbels’ Weisung sollte die deutsche Presse Churchill als Lügner vorführen, der selbst Zahlen fälschte. Diese beiden widersprüchlichen Aussagen paradox als Spitze gegen Churchill zu verbinden in der Formulierung „Ich glaube nur der Statistik, die ich selbst gefälscht habe“ ist nur ein kleiner Schritt.
Wer als erster die beiden Aussagen zusammenführte und publizierte, ist derzeit noch unbekannt. Auch welche verschlungenen Wege den Grundgedanken, dass Statistik – durch bzw. laut Churchill – zur Fälschung missbraucht werden könne, schließlich in die Presse der Nachkriegszeit Eingang finden ließen, von dort in Nachschlagewerke, von dort wieder in Zeitungen und Reden, das lässt sich heute noch nicht nachzeichnen.
In einem weiteren Artikel zum Thema konstatiert Barke später noch pointierter:
Das in Reden und Schriften immer wieder benutzte angebliche Churchill-Zitat „Ich glaube nur der Statistik, die ich selbst gefälscht habe“ (...) hat mit großer Wahrscheinlichkeit seine Wurzel im deutschen Reichspropagandaministerium 1940/41. In seinen heute noch dokumentarisch erhaltenen Anweisungen an die Presse sowie in seinen Tagebuchaufzeichnungen finden sich mehr als zwei Dutzend Aussagen des Reichspropagandaministers Joseph Goebbels, die in der Beschuldigung der Fälschung mit dem „Zitat“ übereinstimmen.
Allerdings bezogen sich die ersten Publikationen des Bonmots erkennbar weder auf Churchill noch auf Goebbels und sein Reichsministerium für Volksaufklärung und Propaganda. In der, soweit ersichtlich allerersten, einem Aufsatz Ameisenstaat oder Sintflut von Hanns-Erich Haack, den die Deutsche Rundschau 1946 veröffentlichte, heißt es lediglich:
- Was nutzt es also, wenn gewisse deutsche Regionen versuchen, die Welt zu überzeugen, sie seien an dem nazistischen Unheil „weniger“ schuld als ihre Brüder jenseits des Flusses? So viel haben sie schon gelernt, daß sie nur den Statistiken glauben, die sie selbst gefälscht haben.[28]

In einem 1967 veröffentlichten Buch wurde das Bonmot als Ausspruch des am 31. Januar 1967 verstorbenen Bischofs Otto Dibelius ausgegeben:
- „Kirchliche Statistik.“ […] „So etwas muß es geben. Man hat immer mal einen Pfarrer, der nicht gut getan hat. Der kann dann so etwas machen. Im übrigen glaube ich nur an die Statistik, die ich selbst gefälscht habe.“ – Wolf-Dieter Zimmermann: Anekdoten um Bischof Dibelius. Geist und Witz eines großen Kirchenmannes. Bechtle 1967.[29]

In der Sitzung des Deutschen Bundestages am 29. November 1979 erwähnte der Abgeordnete Werner Broll (CDU) bei Beratungen über das Bundesstatistikgesetz und das 1. Statistikbereinigungsgesetz noch ohne Benennung eines Autors den
- „alten Spruch, der Ihnen sicher auch bekannt ist, man solle nur der Statistik glauben, die man selbst gefälscht hat.“[30]

Erst 1980, 35 Jahre nach dem Ende des Zweiten Weltkriegs und 15 Jahre nach Churchills Tod, wurde dieser „Spruch“, soweit feststellbar, zum ersten Mal mit Churchill in Verbindung gebracht, und zwar in einer Debatte im schweizerischen Nationalrat:
- Diese Statistik ist sicher seriös geführt. Ich zweifle nicht daran, aber bei solchen Statistiken wäre man versucht, mit Churchill zu sagen: «Ich traue nur jenen Statistiken, die ich selbst gefälscht habe.»[31]

Ein Beleg wurde nicht mitgeteilt. Das gilt auch für die drei Zuschreibungen an Churchill im folgenden Jahr 1981, die deshalb ebenso wenig ernst genommen werden können:
- Wie hatte schon Winston Churchill gesagt? „Ich glaube nur den Statistiken, die ich selbst gefälscht habe.“ – Peter Koch: Wahnsinn Rüstung. stern-Buch im Verlag Gruner + Jahr Hamburg 1981.[32]
- Wie es um den Informationsgehalt von Statistiken steht, ist jedem bekannt. Churchill sagte einmal: »Trau keiner Statistik, die du nicht selbst gefälscht hast.« – Marianne Kohnen: Zusammenhang von Lohn und Produktivität. Deutsche Bauzeitung 1981, S. 110.
- „Churchills kluges Bonmot über die Statistik – nur solchen Statistiken könne man glauben , die man selber gefälscht habe – kann auf alle menschlichen Erkenntnisse angewandt werden.“ – Alberto Manguel, Gianni Guadalupi: Von Atlantis bis Utopia. Ein Führer zu den imaginären Schauplätzen der Weltliteratur. Christian Verlag München 1981, S. 5.[33]

## Träumereien an französischen Kaminen

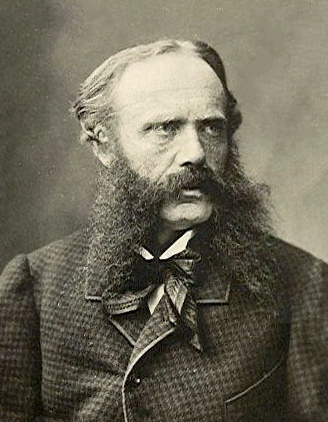
Richard von Volkmann

Der Arzt und Schriftsteller Richard von Volkmann verfasste Märchen, in denen er Elemente des Volks- und Kunstmärchens miteinander verband. Besonders bekannt geworden ist eine während des Deutsch-Französischen Kriegs von 1870/71 in Frankreich entstandene Märchensammlung, die er unter einem Pseudonym mit dem Titel Träumereien an französischen Kaminen veröffentlichte.
Volkmann schrieb diese Märchen in Lazaretten, in denen er als Militärarzt tätig war, und legte sie seinen Briefen in die Heimat bei. 1871 erschienen sie zum ersten Mal im Druck und wurden rasch zu einem Märchenklassiker. Die Sammlung wurde mehr als 300 Mal, mit mehr als einer Million gedruckter Exemplare, aufgelegt. Allerdings sind diese romantischen Märchen heute ein bisschen in Vergessenheit geraten.
Zu den Märchen dieser Sammlung gehören unter anderem:
- Das Klapperstorch-Märchen
- Die drei Schwestern mit den gläsernen Herzen
- Vom unsichtbaren Königreiche
- Wie sich der Christoph und das Bärbel immer aneinander vorbeigewünscht haben

## Treppenwitz der Weltgeschichte
Als Treppenwitz (französisch: „esprit d’escalier“) bezeichnet man einen geistreichen Gedanken, der jemandem einen Moment zu spät („beim Hinausgehen auf der Treppe“) einfällt, und der nicht mehr vorgebracht werden kann.
Im Deutschen wurde dieser Begriff durch den 1882 erschienenen Bestseller Der Treppenwitz der Weltgeschichte von William Lewis Hertslet popularisiert. Hertslet bezog sich dabei auf die Neigung, geschichtliche Ereignisse im Nachhinein anekdotisch auszuschmücken; in seinem Buch entlarvt er solche Anekdoten.
Heute wird der Ausdruck Treppenwitz auch für Ironie des Schicksals verwendet.

## Tres faciunt collegium
Der oströmische Kaiser Justinian I. veranlasste 528 n. Chr. eine Sammlung von Rechtsvorschriften, die später Corpus Juris Civilis genannt wurde. In deren zweitem Buch wird der römische Jurist und Suffektkonsul Lucius Neratius Priscus wie folgt zitiert:
„Neratius Priscus tres facere existimat collegium.“ („Neratius Priscus erklärt, dass drei ein Kollegium ausmachen.“)
Damit wurde festgestellt, dass es mindestens dreier stimmberechtigter Mitglieder bedarf, um einen Mehrheitsbeschluss herbeiführen zu können. Im übertragenen Sinne benötigt man mindestens drei Personen zur Bildung einer Gesellschaft bzw. Diskussionsrunde. Seit dem Mittelalter gibt es an den Universitäten die Regel, dass außer dem Dozenten mindestens noch zwei Studenten anwesend sein müssen, damit eine Vorlesung gehalten werden kann.
Im Allgemeinen Deutschen Kommersbuch steht ein Studentenlied, das folgendermaßen beginnt:
„Tres faciunt collegium!
wir zwei und ein Pokal!
Zwei sitzen, einer geht herum
in unsrer vollen Zahl,
in unsrer vollen Zahl;
und einig sind wir alle drei,
daß Rebensaft kein Wasser sei,
daß Rebensaft kein Wasser sei.“

## Treulich geführt
Mit den Worten „Treulich geführt“ beginnt der Brautchor im Hochzeitsmarsch aus Richard Wagners Oper Lohengrin (1850):
Treulich geführt ziehet dahin,

wo euch der Segen der Liebe bewahr!

Siegreicher Mut, Minnegewinn

eint euch in Treue zum seligsten Paar.

Streiter der Tugend, schreite voran!

Zierde der Jugend, schreite voran!

Rauschen des Festes seid nun entronnen,

Wonne des Herzens sei euch gewonnen!
Dieser Hochzeitsmarsch ist sehr beliebt und wird gern während kirchlichen und standesamtlichen Trauungszeremonien gespielt.

## Trimm dich!
Die Trimm-dich-Bewegung geht auf eine durch den Deutschen Sportbund 1970 gestartete Werbeaktion zurück. Unter dem Motto „Trimm Dich – durch Sport“ wurde mit Unterstützung der Politik, von Krankenkassen und der Wirtschaft dem Übergewicht und den zunehmenden Kreislauferkrankungen der Kampf angesagt.
Mit den Olympischen Spielen 1972 erlebte die Trimm-Dich-Bewegung einen Boom. 94 Prozent der Bevölkerung und sogar 99 Prozent aller Jugendlichen kannten die Trimm-Dich-Aktion. Das Maskottchen vieler Trimm-dich-Pfade ist „Trimmy“, ein freundliches Männchen mit Turnhose und hochgerecktem Daumen. Von den in den 1980er Jahren einst etwa 1500 Anlagen in Deutschland verfielen im Laufe der Zeit zahlreiche, da die Trimm-Dich-Pfade aus der Mode kamen und stattdessen das Joggen als Breitensport modern wurde.

## Trio infernal
Trio Infernal (französisch: Le trio infernal) ist eine Schwarze Komödie und eine Co-Produktion von Deutschland, Frankreich und Italien aus dem Jahre 1974 nach einem Roman von Solange Fasquelle. Das „teuflische Trio“ besteht aus einem französischen Anwalt und zwei deutschen Schwestern, die Versicherungsbetrug begehen, indem der Anwalt den beiden Frauen Ehemänner verschafft, die er dann umbringen lässt.
Die Handlung basiert auf einem authentischen Fall aus den 1930er Jahren.
Man verwendet den Filmtitel heute meist scherzhaft zur Charakterisierung von drei zusammengehörigen Personen, die wegen ihrer Aktivitäten gefürchtet sind.

## Tu, was du nicht lassen kannst!
In der ersten Szene von Schillers Drama Wilhelm Tell (1804) entschließt sich Tell, Konrad Baumgarten, den „des Landvogts Reiter“ verfolgen, trotz eines aufziehenden Unwetters zum anderen Ufer des Vierwaldstättersees überzusetzen. Sollte er nicht lebend zurückkommen, so bittet er:
Landsmann, tröstet Ihr

Mein Weib, wenn mir was Menschliches begegnet,

Ich hab getan, was ich nicht lassen konnte.
Die Formulierung findet sich schon in der Streitschrift Ein Dialogus odor Gespräch etlicher Personen vom Interim des Erasmus Alberus aus dem Jahr 1548:
„Gehe hin, und thu, das du nicht lassen kannst und richte Unglück genug an.“
In diesem Sinne wird „Tu, was du nicht lassen kannst“ heute meist als Ausdruck resignierender Kritik an den Absichten des Angesprochenen verwendet.

## Tücke des Objekts
Die Redewendung stammt aus dem 1878 erschienenen Roman Auch Einer. Eine Reisebekanntschaft des Philosophen Friedrich Theodor Vischer. Die Reisebekanntschaft A. E. berichtet dem Erzähler von seinem ständigen Kleinkrieg mit allen möglichen Dingen des Alltags, zum Beispiel von dem Schlüssel, den er heute morgen in seinem Zimmer eine halbe Stunde lang gesucht und dann endlich unter dem Fuß des Kerzenleuchters gefunden habe:

„Wer kann nun daran denken, wer auf die Vermutung kommen, wer so übermenschliche Vorsicht üben, solche Tücke des Objekts zu vermeiden! […]
Von Tagesanbruch bis in die späte Nacht, solang irgendein Mensch um den Weg ist, denkt das Objekt auf Unarten, auf Tücke. […] So lauert alles Objekt, Bleistift, Feder, Tintenfass, Papier, Zigarre, Glas, Lampe – alles, alles auf den Augenblick, wo man nicht acht gibt.“

## Tüpfelchen auf dem i
Die Wendung „kein Tüpfelchen“ beruht auf dem Evangelium nach Matthäus (5, 18). Dort heißt es:
„Denn wahrlich, ich sage euch: Bis der Himmel und die Erde vergehen, soll auch nicht ein Jota oder ein Strichlein von dem Gesetz vergehen, bis alles geschehen ist.“
Im griechischen Originaltext lautet es:
„ἀμὴν γὰρ λέγω ὑμῖν, ἕως ἂν παρέλθῃ ὁ οὐρανὸς καὶ ἡ γῆ, ἰῶτα ἓν ἢ μία κεραία οὐ μὴ παρέλθῃ ἀπὸ τοῦ νόμου ἕως ἂν πάντα γένηται.“
In der Übersetzung von Martin Luther hieß es:
„Bis daß Himmel und Erde vergehe, wird nicht vergehen der kleinste Buchstabe noch ein Tüpfelchen vom Gesetz, bis daß es alles geschehe.“
Der Sinn ist, dass weder der kleinste Buchstabe noch auch das kleinste Teilchen eines solchen, geändert werden dürfe. Danach bezeichnet das „Tüpfelchen auf dem i“ einen hohen Grad an Genauigkeit.

## Tugend will ermuntert werden, Bosheit kann man schon allein
Dieses Wilhelm-Busch-Zitat stammt aus der Bildergeschichte Plisch und Plum (1882), als zu Beginn des siebten Kapitels Vater Fittig über seine beiden Söhne Paul und Peter klagt:
„Dies“, denkt er, „muß anders werden!
Tugend will ermuntert werden,
Bosheit kann man schon allein.“
Verstanden wird es in der Hinführung zu einem korrekten Lebenswandel, in dem keines der geltenden Sittengesetze übertreten wird.

## Tut nichts! der Jude wird verbrannt!
Dieser Satz stammt aus Lessings Werk Nathan der Weise und wird dort von dem Patriarchen dreimal geäußert: „Tut nichts! der Jude wird verbrannt!“. Dieser Satz wurde zum geflügelten Wort, das bis heute in der deutschen Presse verwendet wird. Damit wird eine unnachgiebig rigorose Vorgehensweise und mangelnde Einsichtsfähigkeit beschrieben.